# Chieri Volley 2007-2008
Questa voce raccoglie le informazioni riguardanti il Chieri Volley nelle competizioni ufficiali della stagione 2007-2008.

## Stagione
La stagione 2007-2008 è per il Chieri Volley, sponsorizzato dalla Famila, la quinta consecutiva in Serie A1: come allenatore la scelta cade su Marco Fenoglio, mentre la rosa della squadra è quasi completamente modificata con le uniche conferme di Cristina Vincenzi, Giovanna Baliana, Sara Petrolo e Maurizia Borri; tra i nuovi acquisti quelli di Katarina Barun, Elena Busso, Greta Cicolari, Biljana Gligorović, Bojana Radulović, Kim Willoughby, Manuela Secolo e Carlijn Jans, mentre tra le cessioni quelle di Érika Coimbra, Francesca Ferretti, Valentina Fiorin, Jennifer Joines, Natalija Kazka e Lena Ustymenko.
Il campionato si apre con la sconfitta contro la Jogging Volley Altamura, mentre la prima vittoria arriva nella giornata successiva ai danni del Giannino Pieralisi Volley: seguono quindi sei gare perse consecutivamente per poi ritornare al successo nelle ultime tre giornate del girone di andata con tre gare vinte di seguito: il Chieri Volley raggiunge il sesto posto in classifica. Il girone di ritorno vede la formazione di Chieri ottenere solamente sconfitte, con una sola vittoria alla diciottesima giornata contro il Volley 2002 Forlì e un punto ottenuto nella sconfitta al quinto set contro il Sassuolo Volley alla ventunesima giornata: le piemontesi chiudono la regular season all'undicesimo posto, fuori dalla zona dei play-off scudetto.
Tutte le squadre di Serie A1 e di Serie A2 della stagione 2007-08 partecipano alla Coppa Italia: nella fase a gironi il Chieri Volley chiude il proprio raggruppamento al secondo posto. Nella fase a eliminazione diretta supera nei quarti di finale, grazie alla vittoria sia nella gara di andata che in quella di ritorno, la Jogging Volley Altamura; nei quarti di finale viene eliminato a seguito della sconfitta per 3-0 contro il Volley Bergamo.

## Organigramma societario
Area direttiva
- Presidente: Maurizio Magnabosco

Area tecnica
- Allenatore: Marco Fenoglio
- Allenatore in seconda: Alessandro Beltrami
- Scout man: Matteo Levrotto

Area sanitaria
- Medico: Stefania Basso, Giuseppe Ronco
- Preparatore atletico: Danilo Bramard
- Fisioterapista: Marco Luison, Giorgia Valetto

## Rosa
| N° | Nome                  | Ruolo | Data di nascita   | Nazionalità sportiva |
| -- | --------------------- | ----- | ----------------- | -------------------- |
| 1  | Elena Busso           | C     | 4 gennaio 1976    | Italia               |
| 2  | Rossana Lecca         | S     | 14 giugno 1988    | Italia               |
| 2  | Rosanna Lella         | S     | -                 | Italia               |
| 2  | Alessandra Nido       | S     | -                 | Italia               |
| 3  | Manuela Secolo        | S     | 22 febbraio 1977  | Italia               |
| 4  | Bojana Radulović      | P     | 3 gennaio 1984    | Serbia               |
| 5  | Giovanna Baliana      | C     | 25 luglio 1980    | Brasile              |
| 6  | Carlijn Jans          | C     | 24 luglio 1987    | Paesi Bassi          |
| 7  | Maria Cristina Grieco | S     | -                 | Italia               |
| 8  | Greta Cicolari        | S     | 23 agosto 1982    | Italia               |
| 9  | Sara Petrolo          | L     | 15 aprile 1985    | Italia               |
| 10 | Biljana Gligorović    | P     | 31 ottobre 1982   | Croazia              |
| 11 | Katarina Barun        | S/O   | 1º dicembre 1983  | Croazia              |
| 12 | Kim Willoughby        | S     | 7 novembre 1980   | Stati Uniti          |
| 13 | Maurizia Borri        | L     | 24 febbraio 1977  | Italia               |
| 14 | Claudia Tarozzo       | L     | 30 settembre 1987 | Italia               |
| 15 | Cristina Vincenzi     | C     | 14 maggio 1979    | Italia               |
| 18 | Arianna Bigoggia      | P     | -                 | Italia               |

## Mercato
| Acquisti | Acquisti              | Acquisti  | Acquisti   |
| R.       | Nome                  | da        | Modalità   |
| -------- | --------------------- | --------- | ---------- |
| S/O      | Katarina Barun        | Bergamo   | definitivo |
| C        | Elena Busso           | River     | definitivo |
| S        | Greta Cicolari        | Santeramo | definitivo |
| P        | Biljana Gligorović    | Altamura  | definitivo |
| S        | Maria Cristina Grieco | ?         | definitivo |
| C        | Carlijn Jans          | Martinus  | definitivo |
| S        | Rossana Lecca         | ?         | definitivo |
| S        | Rosanna Lella         | ?         | definitivo |
| S        | Alessandra Nido       | ?         | definitivo |
| P        | Bojana Radulović      | Vicenza   | definitivo |
| S        | Manuela Secolo        | Bergamo   | definitivo |
| S        | Kim Willoughby        | Santeramo | definitivo |

| Cessioni | Cessioni           | Cessioni          | Cessioni   |
| R.       | Nome               | a                 | Modalità   |
| -------- | ------------------ | ----------------- | ---------- |
| C        | Sonia Ambrosino    | ?                 | definitivo |
| C        | Francesca Bardini  | ?                 | definitivo |
| C        | Giulia Bovero      | ?                 | definitivo |
| S        | Érika Coimbra      | Brusque           | definitivo |
| P        | Francesca Ferretti | Robursport Pesaro | definitivo |
| S        | Valentina Fiorin   | Bergamo           | definitivo |
| C        | Laura Gaiotti      | ?                 | definitivo |
| P        | Luciana Merlotti   | ?                 | definitivo |
| P        | Anna Gasparo Moro  | ?                 | definitivo |
| C        | Jennifer Joines    | Pinkin de Corozal | definitivo |
| S/O      | Natalija Kazka     | Voléro Zurigo     | definitivo |
| C        | Rossella Pilotti   | ?                 | definitivo |
| C        | Alice Sturari      | In Volley Chieri  | definitivo |
| C        | Giorgia Valetto    | ?                 | definitivo |
| S/O      | Lena Ustymenko     | ?                 | definitivo |

## Risultati

### Serie A1

#### Girone di andata
| 1ª giornata - 5 ottobre 2007 PalaBaldassarra, Altamura  | Altamura      | 3 - 2 | Chieri             | 20-25, 25-20, 25-22, 23-25, 15-10 |
| 2ª giornata - 10 ottobre 2007 PalaMaddalene, Chieri     | Chieri        | 3 - 1 | Giannino Pieralisi | 25-20, 20-25, 26-24, 25-20        |
| 3ª giornata - 14 ottobre 2007 PalaNorda, Bergamo        | Bergamo       | 3 - 1 | Chieri             | 25-18, 25-15, 20-25, 25-23        |
| 4ª giornata - 17 ottobre 2007 PalaMaddalene, Chieri     | Chieri        | 2 - 3 | Robursport Pesaro  | 25-19, 22-25, 17-25, 26-24, 10-15 |
| 5ª giornata - 25 novembre 2007 PalaDalLago, Novara      | Asystel       | 3 - 0 | Chieri             | 25-23, 25-21, 25-18               |
| 6ª giornata - 2 dicembre 2007 PalaMaddalene, Chieri     | Chieri        | 2 - 3 | Busto Arsizio      | 25-22, 20-25, 25-16, 20-25, 7-15  |
| 7ª giornata - 9 dicembre 2007 PalaGalassi, Forlì        | Forlì         | 3 - 0 | Chieri             | 25-22, 30-28, 26-24               |
| 8ª giornata - 15 dicembre 2007 PalaEvangelisti, Perugia | Sirio Perugia | 3 - 2 | Chieri             | 19-25, 19-25, 25-15, 25-19, 15-10 |
| 9ª giornata - 19 dicembre 2007 PalaMaddalene, Chieri    | Chieri        | 3 - 1 | Vicenza            | 25-15, 25-21, 18-25, 25-20        |
| 10ª giornata - 26 dicembre 2007 PalaPaganelli, Sassuolo | Sassuolo      | 2 - 3 | Chieri             | 19-25, 26-24, 25-17, 23-25, 10-15 |
| 11ª giornata - 29 dicembre 2007 PalaMaddalene, Chieri   | Chieri        | 3 - 0 | Santeramo          | 25-17, 25-21, 25-12               |

#### Girone di ritorno
| 12ª giornata - 25 gennaio 2008 PalaMaddalene, Chieri                | Chieri             | 1 - 3 | Altamura      | 25-27, 27-25, 23-25, 20-25        |
| 13ª giornata - 2 febbraio 2008 PalaTriccoli, Jesi                   | Giannino Pieralisi | 3 - 0 | Chieri        | 26-24, 25-19, 25-20               |
| 14ª giornata - 6 febbraio 2008 PalaMaddalene, Chieri                | Chieri             | 1 - 3 | Bergamo       | 24-26, 25-21, 13-25, 20-25        |
| 15ª giornata - 10 febbraio 2008 PalaDionigi, Sant'Angelo in Lizzola | Robursport Pesaro  | 3 - 1 | Chieri        | 19-25, 32-30, 26-24, 32-30        |
| 16ª giornata - 17 febbraio 2008 PalaMaddalene, Chieri               | Chieri             | 0 - 3 | Asystel       | 21-25, 19-25, 20-25               |
| 17ª giornata - 22 febbraio 2008 PalaYamamay, Busto Arsizio          | Busto Arsizio      | 3 - 0 | Chieri        | 25-19, 25-21, 25-16               |
| 18ª giornata - 2 marzo 2008 PalaMaddalene, Chieri                   | Chieri             | 3 - 0 | Forlì         | 25-22, 31-29, 25-18               |
| 19ª giornata - 9 marzo 2008 PalaMaddalene, Chieri                   | Chieri             | 1 - 3 | Sirio Perugia | 25-23, 22-25, 22-25, 20-25        |
| 20ª giornata - 19 marzo 2008 PalaRuggi, Imola                       | Vicenza            | 3 - 1 | Chieri        | 25-16, 26-24, 22-25, 25-17        |
| 21ª giornata - 22 marzo 2008 PalaMaddalene, Chieri                  | Chieri             | 2 - 3 | Sassuolo      | 18-25, 16-25, 25-21, 25-23, 10-15 |
| 22ª giornata - 6 aprile 2008 PalaCooper, Santeramo in Colle         | Santeramo          | 3 - 1 | Chieri        | 25-19, 25-21, 23-25, 27-25        |

### Coppa Italia

#### Fase a gironi
| 1ª giornata - 21 ottobre 2007 PalaMaddalene, Chieri                   | Chieri              | 3 - 0 | San Vito            | 25-10, 25-23, 25-16              |
| 2ª giornata - 24 ottobre 2007 PalaYamamay, Busto Arsizio              | Busto Arsizio       | 3 - 1 | Chieri              | 25-22, 25-16, 24-26, 25-14       |
| 3ª giornata - 28 ottobre 2007 PalaMaddalene, Chieri                   | Chieri              | 1 - 3 | Robur Tiboni Urbino | 25-13, 25-18, 20-25, 25-16       |
| 4ª giornata - 4 novembre 2007 PalaMondolce, Urbino                    | Robur Tiboni Urbino | 2 - 3 | Chieri              | 25-20, 23-25, 26-28, 25-21, 9-15 |
| 5ª giornata - 11 novembre 2007 PalaMaddalene, Chieri                  | Chieri              | 3 - 2 | Busto Arsizio       | 21-25, 25-20, 25-20, 22-25, 15-8 |
| 6ª giornata - 18 novembre 2007 PalaMacchitella, San Vito dei Normanni | San Vito            | 0 - 3 | Chieri              | 10-25, 24-26, 20-25              |

#### Fase a eliminazione diretta
| Ottavi di finale (andata) - 16 gennaio 2008 PalaMaddalene, Chieri      | Chieri   | 3 - 0 | Altamura | 25-23, 25-18, 25-18               |
| Ottavi di finale (ritorno) - 20 gennaio 2008 PalaBaldassarra, Altamura | Altamura | 2 - 3 | Chieri   | 18-25, 18-25, 25-21, 25-20, 13-15 |
| Quarti di finale - 28 marzo 2008 PalaSavena, San Lazzaro di Savena     | Bergamo  | 3 - 0 | Chieri   | 25-20, 25-17, 25-12               |

## Statistiche

### Statistiche di squadra
| Competizione | Punti | In casa | In casa | In casa | In trasferta | In trasferta | In trasferta | Totale | Totale | Totale |
| Competizione | Punti | G       | V       | P       | G            | V            | P            | G      | V      | P      |
| ------------ | ----- | ------- | ------- | ------- | ------------ | ------------ | ------------ | ------ | ------ | ------ |
| Serie A1     | 19    | 11      | 4       | 7       | 11           | 1            | 10           | 22     | 5      | 17     |
| Coppa Italia | 13    | 4       | 3       | 1       | 4            | 3            | 1            | 9      | 6      | 3      |
| Totale       | -     | 15      | 7       | 8       | 15           | 4            | 11           | 31     | 11     | 20     |

G = partite giocate; V = partite vinte; P = partite perse

### Statistiche dei giocatori
| G. Baliana    | 19 | 163 | 100 | 43 | 20 | Statistiche assenti | Statistiche assenti |
| K. Barun      | 21 | 350 | 311 | 25 | 14 | Statistiche assenti | Statistiche assenti |
| A. Bigoggia   | -  | -   | -   | -  | -  | Statistiche assenti | Statistiche assenti |
| M. Borri      | 20 | 0   | 0   | 0  | 0  | Statistiche assenti | Statistiche assenti |
| E. Busso      | 22 | 164 | 90  | 67 | 7  | Statistiche assenti | Statistiche assenti |
| G. Cicolari   | 19 | 105 | 87  | 11 | 7  | Statistiche assenti | Statistiche assenti |
| B. Gligorović | 18 | 61  | 27  | 28 | 6  | Statistiche assenti | Statistiche assenti |
| M. Grieco     | 0  | 0   | 0   | 0  | 0  | Statistiche assenti | Statistiche assenti |
| C. Jans       | 14 | 24  | 13  | 9  | 2  | Statistiche assenti | Statistiche assenti |
| R. Lecca      | 0  | 0   | 0   | 0  | 0  | Statistiche assenti | Statistiche assenti |
| R. Lella      | 0  | 0   | 0   | 0  | 0  | Statistiche assenti | Statistiche assenti |
| A. Nido       | -  | -   | -   | -  | -  | Statistiche assenti | Statistiche assenti |
| S. Petrolo    | 1  | 0   | 0   | 0  | 0  | Statistiche assenti | Statistiche assenti |
| B. Radulović  | 16 | 12  | 4   | 7  | 1  | Statistiche assenti | Statistiche assenti |
| M. Secolo     | 20 | 232 | 199 | 24 | 9  | Statistiche assenti | Statistiche assenti |
| C. Tarozzo    | 2  | 0   | 0   | 0  | 0  | Statistiche assenti | Statistiche assenti |
| C. Vincenzi   | 0  | 0   | 0   | 0  | 0  | Statistiche assenti | Statistiche assenti |
| K. Willoughby | 20 | 306 | 279 | 17 | 10 | Statistiche assenti | Statistiche assenti |

P = presenze; PT = punti totali; AV = attacchi vincenti; MV = muri vincenti; BV = battute vincenti